# Bianca Maria Dittrich
Pour les articles homonymes, voir Dittrich.
Bianca Maria Dittrich, née le 6 juillet 1993 à Ratisbonne, est une athlète allemande, spécialiste de la marche athlétique. Elle est licenciée depuis 2022 à l'Union Sportive de Pulversheim Athlétisme, membre de l'Entente de Haute Alsace. Elle est entraînée par Robert Ihly, ex athlète olympique, et Jean-Jacques Schroeter.

## Biographie
Elle commence l'athlétisme en 2003 à l'âge de 10 ans. Elle évolue rapidement vers le demi-fond, le cross et la marche athlétique. Elle se spécialise dans cette dernière discipline en 2008 alors âgée de 15 ans lorsqu'elle intègre le pôle régional de marche à Erfurt, coachée par Petro Zaslavskyy. Bien qu'il n'y ait pas encore eu de compétition officielle pour les femmes en 2012 sur une distance plus longue que l'épreuve olympique de 20 km, elle a pris le départ de la 30 km marche à l'âge de 19 ans dans la concurrence masculine. La même année, elle est devenue championne allemande de sa catégorie d'âge au 5000 m marche. Deux ans plus tard, elle a même remporté ce titre chez les seniors et est restée invincible sur le 5 000 m et le 10 km marche en Allemagne.
Dittrich a changé d'entraîneur après avoir obtenu un master en pédagogie des langues étrangères à l'université Friedrich-Schiller de Iéna. Elle a déménagé à Fribourg-en-Brisgau, qui se trouve près de la frontière française. Elle détient le record d'Allemagne de la 50 km marche en catégorie senior qu'elle a établi en octobre 2018 à Aschersleben. Grâce à cette performance, elle s'est qualifiée pour les championnats d'Europe de marche par équipes de l'année suivante, qui s'est déroulée à Alytus. Elle a mis fin prématurément à la compétition en raison de douleurs nerveuses dont la cause n'était pas connue à l'époque. On a découvert par la suite qu'elle souffrait de la maladie de Lyme, dont la guérison a pris près de deux ans.
En août 2022, après quelques années de stagnation et d'insatisfaction vis-à-vis de la formation technique, Dittrich a décidé de rejoindre le groupe des marcheurs de Pulversheim en Alsace. Elle a participé à sa première compétition en débardeur de l'USPA à Tilbourg et a remporté le 35 km marche avec le deuxième meilleur temps jamais réalisé par une athlète allemande jusqu'à présent. Dittrich a amélioré son record personnel en mars 2023 à Dudince en le portant à 3h00'57'', ce qui la place en tête des statistiques allemandes. Trois semaines plus tard, elle est devenue championne d'Allemagne à Erfurt en 3h03’13’’ et s'est qualifiée pour les championnats d'Europe de marche par équipes à Podebrady. Elle y a pris la quinzième place en 3h00’55’’, améliorant à nouveau le meilleur temps allemand. Dittrich a décroché la 29e place lors des Championnats du monde d'athlétisme à Budapest, terminant la compétition en 3h03’05“. Elle a participé à cinq épreuves de 35 km en 2023. En septembre 2023, elle a annoncé la prolongation de son adhésion à l'Union Sportive de Pulversheim Athlétisme pour une année de plus.
Depuis l'âge de 14 ans, Dittrich souffre d'un trouble articulaire appelé "Maladie de König". Comme les deux chevilles sont affectées, sa carrière sportive a été marquée par quelques pauses forcées.
Dittrich est de nationalité allemande, mais depuis septembre 2022, elle possède également une licence délivrée par la Fédération française d'athlétisme (FFA), ce qui fait d'elle une double licenciée. Elle est employée à plein temps comme spécialiste du support informatique dans l'entreprise Lexware (de).

## Fin de Carrière
En février 2024, Dittrich a été diagnostiquée avec une Thyroïdite de Hashimoto. Étant donné qu'elle avait souffert de plusieurs maladies respiratoires jusqu'à ce moment-là et que son foie était fortement enflammé, elle a suivi une thérapie ambulatoire aux glucocorticoïdes pendant six semaines. Durant cette période, les championnats d'Allemagne de marche athlétique sur route ont également eu lieu, où Dittrich a terminé deuxième avec un temps de 1h38’17”. En juin, elle a subi une thérapie stationnaire par radio-iode en raison d'un gonflement bénin de la thyroïde, suivie, un mois plus tard, de l'annonce officielle de son retrait du sport de haut niveau.

## Palmarès
| année | compétitions                             | lieu         | résultats | discipline    | performance  |
| ----- | ---------------------------------------- | ------------ | --------- | ------------- | ------------ |
| 2008  | Championnats d'Allemagne Cadet           | Berlin       | 2e        | 3000 m marche | 14:45,76 min |
| 2012  | Championnats d'Allemagne Junior en salle | Dortmund     | 5e        | 3000 m marche | 15:37,67 min |
| 2012  | Championnats d'Allemagne Junior          | Naumbourg    | 2e        | 10 km marche  | 53:15 min    |
| 2012  | Championnats d'Allemagne Junior          | Diez         | 1re       | 5000 m marche | 25:15,17 min |
| 2013  | Championnats d'Allemagne Senior en salle | Francfort    | 4e        | 3000 m marche | 14:29,47 min |
| 2014  | Championnats d'Allemagne Senior          | Naumbourg    | 2e        | 20 km marche  | 1:44:28 h    |
| 2014  | Championnats d'Allemagne Senior          | Bühlertal    | 1re       | 5000 m marche | 23:57,78 min |
| 2018  | Championnats d'Allemagne Senior          | Aschersleben | 1re       | 50 km marche  | 4:42:58 h    |
| 2023  | Championnats d'Allemagne Senior          | Erfurt       | 1re       | 35 km marche  | 3:03:13 h    |
| 2024  | Championnats d'Allemagne Senior          | Kelsterbach  | 2e        | 20 km marche  | 1:38:17 h    |

## Records personnels
| Épreuve         | Performance  | Lieu            | Année |
| --------------- | ------------ | --------------- | ----- |
| 800 m           | 2:26,60 min  | Münster         | 2015  |
| 1500 m          | 4:55,96 min  | Ratisbonne      | 2015  |
| 3000 m marche   | 14:26,84 min | Halle-sur-Saale | 2016  |
| 5000 m marche   | 23:45,10 min | Pulversheim     | 2022  |
| 10 000 m marche | 48:24,67 min | Canberra        | 2023  |
| 20 km marche    | 1:38:17 h    | Kelsterbach     | 2024  |
| 30 km marche    | 2:57:11 h    | Gleina          | 2012  |
| 35 km marche    | 3:00:55 h    | Podebrady       | 2023  |
| 50 km marche    | 4:42:58 h    | Aschersleben    | 2018  |